# Diodoros von Aspendos
Diodoros von Aspendos (altgriechisch Διόδωρος) war ein antiker griechischer Pythagoreer. Er lebte im 4. Jahrhundert v. Chr.
Diodoros stammte aus der Stadt Aspendos in Pamphylien (im Süden von Kleinasien). Er soll seine Ausbildung in Unteritalien bei einem aus Lukanien stammenden Pythagoreer namens Aresas erhalten haben. Angeblich nahm ihn Aresas nur deswegen als Schüler an, weil es den Pythagoreern damals an Nachwuchs fehlte – eine Nachricht, die aus einer feindlichen Quelle stammen dürfte. Später lebte er in Griechenland, wo er pythagoreische Lehren verbreitete. Seine chronologische Einordnung ist nur ungefähr möglich. Einen Anhaltspunkt bietet die Nachricht, dass Aresas von Gastfreunden aus einer nicht näher bezeichneten Lebensgefahr gerettet wurde; dabei kann es sich offenbar nicht um die antipythagoreischen Unruhen des 5. Jahrhunderts v. Chr. handeln, vielmehr gehört die Episode wohl in die Zeit des Feldzugs des Tyrannen Dionysios I. von Syrakus in Unteritalien im Jahr 388 v. Chr. Im Lauf der folgenden Jahrzehnte, noch in der ersten Hälfte oder um die Mitte des 4. Jahrhunderts, nahm Diodoros am Unterricht des Aresas teil.
Diodoros gehörte zu der Richtung der Pythagoreer, die nicht mathematische und naturwissenschaftliche Forschung trieb, sondern pythagoreische Philosophie in erster Linie als Lehre von der richtigen Lebensweise auffasste und praktizierte. Dabei fällt die Ähnlichkeit seiner Haltung mit derjenigen der Kyniker auf, die damals Aufsehen erregten; der berühmte Kyniker Diogenes von Sinope war sein Zeitgenosse. Ein Zusammenhang geht aus den Quellen zwar nicht hervor, aber möglicherweise war Diodoros vom Kynismus beeinflusst oder war seinerseits ein Vorbild für Kyniker. Ein Hauptmerkmal seiner und der kynischen Lebensweise war die asketische Bedürfnislosigkeit, die auch äußerlich zur Schau getragen wurde. Diodoros fiel durch sein Aussehen und seine Tracht auf; er war langhaarig, langbärtig und schmutzig und trat barfuß mit einem doppelten Philosophenmantel (tríbōn), Ranzen und Stock auf. Dieses Erscheinungsbild war eine Neuerung, die er eingeführt haben soll; sein Äußeres kontrastierte mit dem der früheren Pythagoreer, die „strahlend helle Gewänder trugen, sich badeten, salbten und normalen Haarschnitt trugen“, wie der Philosophiehistoriker Sosikrates von Rhodos feststellt. Sosikrates wertet den neuen Stil als dünkelhaft; dabei folgt er wohl seiner Quelle Aristoxenos, einem Gegner der von Diodoros vertretenen Richtung.
In der Ernährung praktizierte Diodoros den pythagoreischen Vegetarismus. Er war ein prominenter Repräsentant des damals in Griechenland bekannten, von den Komödiendichtern verspotteten Typus des armen, als verschroben geltenden „Pythagoristen“. In diesem Sinne nimmt Archestratos in seinem gastronomischen Gedicht Hēdypátheia (um 330 v. Chr.) auf ihn Bezug, und der Zeitgenosse Stratonikos erwähnt in einem Spottvers sein „verrücktes Tiergewand“ und kritisiert ihn als arrogant. Jedoch wurde Diodoros offenbar auch bewundert, denn Stratonikos stellt fest, dass er zahlreiche Hörer hatte. Sein neuartiger Lebensstil trug ihm sogar den Verdacht ein, kein echter Pythagoreer zu sein: Timaios von Tauromenion behauptet, er habe seinen Pythagoreismus nur vorgegeben.
Claudianus Mamertus, ein Kirchenschriftsteller des 5. Jahrhunderts, nennt unter den pythagoreischen Autoren, die sich in ihren Werken über die Unkörperlichkeit der Seele äußerten, einen Diodoros; gemeint ist wohl Diodoros von Aspendos, doch hat Claudianus sicher keine authentische Schrift dieses Pythagoreers gekannt.